# Ostpazifik-Falterfisch
Der Ostpazifik-Falterfisch (Chaetodon humeralis) ist eine Art aus der Familie der Falterfische.

## Merkmale
Der Ostpazifik-Falterfisch erreicht eine maximale Länge von 25,4 Zentimetern, jedoch werden die Fische meist nur 12 Zentimeter lang.
Der Fisch hat einen silbrigweißen, ovalen, diskusförmigen und seitlich abgeflachten Körper. Dieser wird von drei braun-schwarzen Bändern überzogen. Eines dieser Bänder verläuft über das Auge. Die anderen beiden dunklen Bänder verlaufen über die Körperseiten des Fisches, wobei eines den Ansatz der Brustflosse bedeckt und eines direkt vor dem Ansatz der Schwanzflosse verläuft. Außerdem verlaufen sowohl über die Rückenflosse, die Afterflosse als auch über die Schwanzflosse dunkle Bänder.
- Flossenformel: Dorsale XII–XIII/18–20, Anale III/15–17[1]

## Verbreitung
Das Verbreitungsgebiet des Ostpazifik-Falterfischs erstreckt sich über weite Teile des östlichen Pazifiks: Vom Redondo Beach bei Los Angeles (USA) bis nach Peru. Der Ostpazifik-Falterfisch kommt auch in den Gewässern um die Galapagos-Inseln, die Revillagigedo-Inseln, die Kokos-Insel und Malpelo vor.

## Vorkommen und Verhalten
Der Ostpazifik-Falterfisch kommt vorwiegend in Felsenriffen, gelegentlich aber auch in Gezeitenbecken, Mangroven und Ästuarien vor. Der Fisch kann in Tiefen von 2 bis 55 Metern vorkommen, hält sich aber meistens in einer Tiefe von 3 bis 12 Metern auf.
Der Ostpazifik-Falterfisch ernährt sich in der Natur von in der Nähe des Bodens lebenden Wirbellosen und Algen. Die Fische sind meistens paarweise oder in kleinen Schwärmen in Küstennähe anzutreffen, wobei sie sich teilweise mit Schwärmen des Pazifischen Spatenfischs zusammenschließen. Die Fische sind getrenntgeschlechtlich und eierlegend, wobei die Befruchtung außerhalb des Körpers stattfindet. Zur Fortpflanzungszeit sind Ostpazifik-Falterfische paarweise anzutreffen. Die Fische sind ziemlich widerstandsfähig, was sich darin widerspiegelt, dass sich ihre Population in weniger als 15 Monaten verdoppelt.

## Taxonomie und Benennung
Der Ostpazifik-Falterfisch wurde zuerst 1860 vom deutschen Zoologen Günther formell beschrieben, wobei als Typenfundort fehlerhaft die Sandwich-Inseln für Mittelamerika angegeben wurden. Das Artepitheton bezieht sich eventuell auf den Verlauf des mittleren dunklen Bandes.

## Gefährdung
Der Ostpazifik-Falterfisch wird selten für den Aquarienhandel gefangen. Dies scheint keine schwerwiegenden Auswirkungen auf die Population zu haben. Der El Niño 1997/98 scheint sich nicht negativ auf die Population des Ostpazifik-Falterfisches in den Gewässern der Galapagos-Inseln ausgewirkt zu haben. Die IUCN stuft den Ostpazifik-Falterfisch als nicht gefährdet ein.